# Numération étrusque
 (octobre 2014).
Si vous disposez d'ouvrages ou d'articles de référence ou si vous connaissez des sites web de qualité traitant du thème abordé ici, merci de compléter l'article en donnant les références utiles à sa vérifiabilité et en les liant à la section « Notes et références ».

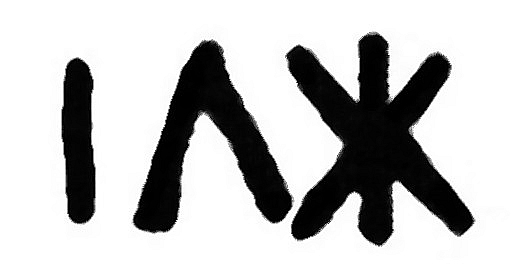
Le numéro 106 écrit en chiffres étrusques, représenté sur le mur d'un tombeau de Tarquinia.

La numération étrusque est celle que les Étrusques utilisaient, un système numéral adapté de la culture grecque attique et qui fut transmise en grande partie à la civilisation romaine.

## Système
Leur système est à base 10 et non à base 20 comme fut le nôtre dès le Moyen Âge, ou encore souvent à 5 comme dans l'écriture latine (IV pour 4). Les Étrusques écrivent IIII pour 4 (comme cela subsiste sur les cadrans d'horloge). La pratique de la soustraction pour les 3 nombres précédant la dizaine supérieure est constante : 17 (ci-em zaθrum : 3 ôté de 20), 18 (esl-em zaθrum : 2 ôté de 20), 19 (θun-em zaθrum : 1 ôté de 20). 
Les Romains utiliseront cette soustraction limitée à 1, comme dans le 9 (IX), le 40 (XL), le 90 (XC), et dans les formes grammaticales archaïsantes duo-de-viginti (2 avant 20), un-de-viginti (1 avant 20), un-de-centum (99)...
Historiquement, ce système est dérivé de celui des encoches de comptage du bétail :
- une barre sur l'écorce pour une bête, deux barres...
- arrivé à dix, on barre le tout puis on remplace ce tout par une croix : une croix transversale en forme de signe plus (+) puis de saint André (X).
- Le cinq est alors dérivé du X et représente sa moitié Λ (ce que les Romains interpréteront dans le signe inverse V)

- le cinquante que nous regardons comme une flèche (↑) est en fait un I surmonté du signe Λ (cinq) comme nous le faisons pour les exposants.

- Le cent peut être interprété de deux façons :
  - cumul des deux signes composant le cinquante en formant une étoile Ж,
  - croisement du X avec le I (soit un dix supérieur égal à cent),
- et le C, qu'on rencontre parfois, n'est pas une lettre de l'alphabet étrusque.

Les signes utilisés sont toujours différents des lettres, contrairement à l'usage des Romains qui détourneront leurs lettres pour leurs nombres (I V X L C D M), les signes représentant 500 et 1000 étant plus tardifs, et leur sens de lecture ne pouvant amener à les confondre (certains textes sont même écrits en boustrophédon, soit d'une façon continue avec changement de sens à chaque saut de ligne).
Il est aussi possible que certains signes soient acrophoniques (utilisant la lettre initiale du nombre écrit): Λ est aussi une variante graphique locale du m (maχ : 5), X note localement une sifflante archaïque valant s (sar :10)

## Histoire
Les noms des nombres étrusques n'ont été retrouvés que sur un petit nombre d'objets.
Les nombres (jusqu'à 100) ont été retrouvés écrits sur des sarcophages pour exprimer l'âge du mort ou le nombre de fils : par exemple, II +++↑ (lecture de droite à gauche) pour les 82 ans du mort sur un sarcophage du Musée archéologique national de Tarquinia. 
Les six premiers nombres sont connus par leur présence sur des dés étrusques (à jouer ou à divination) qui comportent les nombres de 1 à 6 écrits en toutes lettres : θu, zal, ci, śa, maχ et huθ.
La valeur propre à chaque nombre peut se déduire des opérations reportées entre deux faces opposées : maχ + zal = 7 ; θu + huθ = 7 ; ci + śa = 7. 
| Étrusque | - décimal | - symbole | - romain |
| -------- | --------- | --------- | -------- |
| θu       | 1         | I         | I        |
| maχ      | 5         | Λ         | V        |
| sar      | 10        | + puis X  | X        |
| muvalχ   | 50        | ↑         | L        |
| sran     | 100       | C puis Ж  | C        |

(Les caractères employés ici pour représenter les formes anciennes des chiffres sont empruntés à diverses écritures, par ressemblance. Le tracé réel des caractères ne peut être directement reproduit ici.)

## Ordre numérique
| Étrusque     | - décimal        |
| ------------ | ---------------- |
| θu           | un               |
| zal          | deux             |
| ci           | trois            |
| śa           | quatre           |
| maχ          | cinq             |
| huθ          | six              |
| semφ         | sept             |
| *cepz        | huit             |
| nurφ-        | neuf             |
| sar          | dix              |
| *θusar       | onze             |
| *zalsar      | douze            |
| ci sar       | treize           |
| *śasar       | quatorze         |
| *maχsar      | quinze           |
| huθzar       | seize            |
| ciem zaθrum  | dix-sept         |
| eslem zaθrum | dix-huit         |
| θunem zaθrum | dix-neuf         |
| zaθrum       | vingt            |
| cealχ        | trente           |
| śealχ        | quarante         |
| muvalχ       | cinquante        |
| *huθalχ      | soixante         |
| sempalχ      | soixante-dix     |
| cezpalχ      | quatre-vingt     |
| *nurpalχ     | quatre-vingt-dix |

## Compléments